# Sätila of Sweden

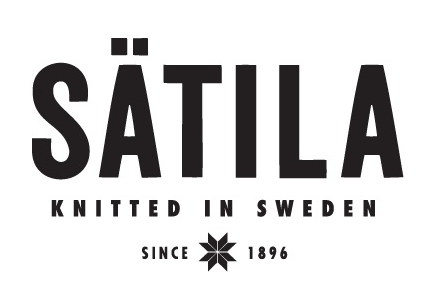
Sätila of Sweden logotyp

Sätila of Sweden är ett svenskt företag och internationellt varumärke i tekobranschen som designar och tillverkar stickade mössor,  halsdukar och andra accessoarer anpassade för kallt klimat. Namnet på varumärket kommer från orten Sätila i Marks kommun i Västergötland där företaget har sitt huvudkontor och tillverkning.
Sätila Of Sweden grundades 1896 av Johannes Nilsson och 1910 byggdes den första stickerifabriken i Sätila. De första decennierna bestod företagets tillverkning av sockor, tröjor, halsdukar, vantar och mössor. Senare kom Sätila att specialisera sig och på 1960-talet tillverkades uteslutande mössor. Företagets stora genombrott kom på 1970-talet då slalomåkaren Ingemar Stenmark började använda Sätilas mössor. Produktionen under den perioden kunde uppgå till 100 000 st mössor per år enbart av Stenmarks-modellen. I samband med genombrottet bytte företaget namn från Nilssons Trikåfabrik till Sätila Of Sweden.